# Liste der Biografien/Colf
Liste der Biografien |
Portal Biografien |
Personensuche
# |
A |
B |
C |
D |
E |
F |
G |
H |
I |
J |
K |
L |
M |
N |
O |
P |
Q |
R |
S |
T |
U |
V |
W |
X |
Y |
Z |
?
 
Ca |
Cb |
Cc |
Ce |
Ch |
Ci |
Cj |
Ck |
Cl |
Cm |
Cn |
Co |
Cr |
Cs |
Ct |
Cu |
Cv |
Cw |
Cy |
Cz
 
Coa–Cod |
Coe–Cok |
Col |
Com |
Con |
Coo–Coq |
Cor |
Cos |
Cot |
Cou |
Cov |
Cow |
Cox |
Coy |
Coz
 
Cola |
Colb |
Colc |
Cold |
Cole |
Colf |
Colg |
Colh |
Coli |
Colk |
Coll |
Colm |
Coln |
Colo |
Colp |
Colq |
Cols |
Colt |
Colu |
Colv |
Colw |
Coly |
Colz
Die Liste der Biografien führt alle Personen auf, die in der deutschsprachigen Wikipedia einen Artikel haben. Dieses ist eine Teilliste mit 9 Einträgen von Personen, deren Namen mit den Buchstaben „Colf“ beginnt.

## Colf

### Colfa
- Colfax, Ellen (1836–1911), Second Lady der Vereinigten Staaten
- Colfax, Schuyler (1823–1885), US-amerikanischer Politiker

### Colfe
- Cölfen, Helmut (1965–2023), deutscher Chemiker
- Cölfen, Hermann (1959–2017), deutscher Germanist und Autor
- Colfer, Chris (* 1990), US-amerikanischer SchauspielerChris Colfer (* 1990)

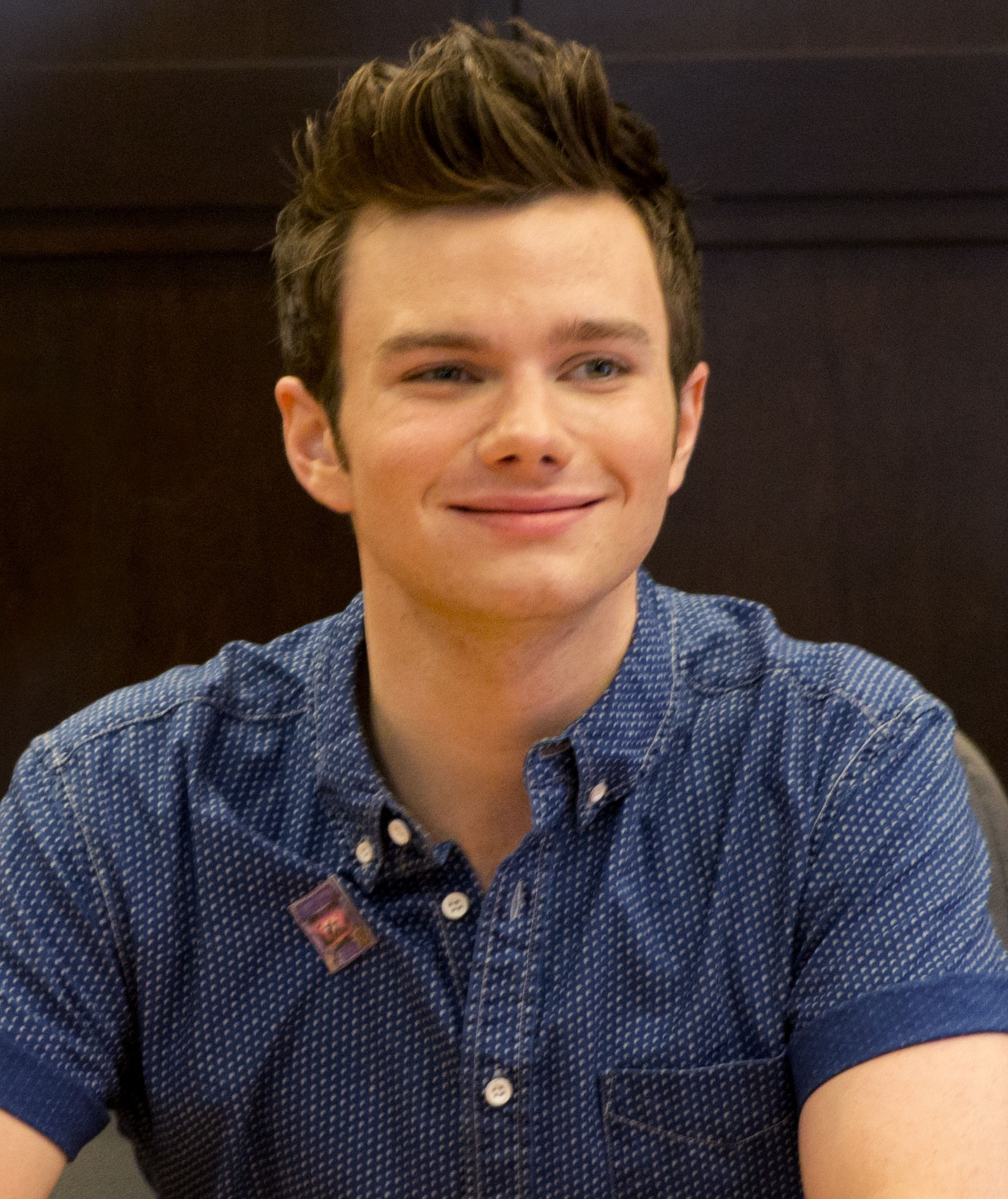
Chris Colfer (* 1990)

- Colfer, Eoin (* 1965), irischer Lehrer, Schriftsteller und Kinder- und Jugendbuchautor
- Colfer, Terence William Thomas (* 1942), kanadischer Diplomat

### Colff
- Colff, David van der (* 1997), botswanischer Schwimmer

### Colfo
- Colford, Andrew, US-amerikanischer Schauspieler